# Перес, Ладислао
Ладисла́о Пе́рес (исп. Ladislao Pérez) — уругвайский футболист, нападающий, чемпион Южной Америки 1923 года, пятикратный чемпион Уругвая.

## Клубная карьера
Играл на правом фланге атаки. В 1921 году выступал за «Универсаль» (Монтевидео), в 1923 году — за клуб «Монтевидео Уондерерс», в составе которого выиграл чемпионат Федерации футбола (ФУФ), который разыгрывался параллельно с чемпионатом АУФ в период раскола чемпионата Уругвая. Затем, с 1923 по 1931 год, играл за «Пеньяроль» в Примере. В течение этого периода он завоевал титул чемпиона ФУФ 1924 года, а также выигрывал чемпионат страны, после преодоления раскола уругвайского футбола, в 1926, 1928 и 1929 годах.

## Национальная сборная
Перес был также членом уругвайской национальной сборной. В целом, начиная с дебютного матча 2 ноября 1921 года до последней игры 31 августа 1924 года, он надевал футболку сборной шесть раз. Не забил ни одного гола. Играл в составе сборной на чемпионатах Южной Америки 1921 и 1923 годов. На последнем турнире выиграл титул чемпиона Южной Америки, приняв участие в трёх матчах.